# Kareby IS
Kareby IS är ett idrottssällskap i Kareby i Kungälvs kommun i Sverige, som bedriver bandy och fotboll för herrar och damer. Klubben bedriver även gymnastik och boule. Damlaget i bandy spelar i elitserien och har flera gånger blivit svenska mästare. Herrlaget i bandy spelar i division 1 Västra Götaland. Herrlaget i fotboll spelar i division 5.

## Historik
Den 20 april 1945, efter en match på Vinbergsvallen, bildades Kareby IS av några killar. Medlemsavgiften bestämdes till 2:50 kronor per år.
Under de tidiga åren höll man under sommarhalvåret, förutom vid Vinbergsvallen, till vid byn Arntorp, vid Rombacka.
Vintertid utnyttjades Kringledammen, en damm i Bufferöd och Ingetorps sjö som bandyplaner. Under riktigt kalla vintrar användes även någon tillfrusen havsvik eller älven vid Dösebacka. Efter att de första åren ha spelat vänskapsmatcher beslöt man att efter en del framgångar i bandy anmäla sig till seriespel. Under 1950-talets slut hade föreningen avancerat till klass 1 i Göteborgsserien. 
Kareby fick år 2017 åter ett herrlag i fotboll, vilket man inte haft på cirka 8 år. Premiärmatchen mot Ytterby IS juniorer slutade 1-1.

## Damlaget i bandy
Klubben nådde svenska bandyfinalen på damsidan 1997, 1998 och 1999. Alla tre gångerna blev det förlust. 
Säsongen 2006/2007 vann damlaget i bandy division 1 Södra och lyckades ta sig upp i Allsvenskan (dåvarande högsta serien) igen, efter att ha dragit sig ur allsvenskan på grund av spelarbrist några år tidigare. 2011 gick man återigen till final, och slog AIK med 3-2 och blev för första gången svenska mästare. 2014 spelade laget SM-final, även denna gång mot AIK som vann med 5-1. År 2015 blev man för andra gången svenska mästarinnor, efter finalseger, 3-1, över AIK, och även 2016 blev det guld, återigen efter finalseger över AIK med 3-1. Även 2017 blev man svenska mästare, denna gång förlorade Västerås SK med 3-1 i finalmatchen.
2013 blev dambandylaget World Cup-mästare, genom att finalslå Rekord Irkutsk med 4-3 efter förlängning i Edsby Arena i Edsbyn. 2014 vann man samma turnering på nytt. Motståndet var detsamma som 2013 och återigen slutade det 3-3 i ordinarie speltid innan Kareby IS vann med 5-4 efter straffslag. 2015 lyckades man återigen försvara titeln då man vann finalen mot AIK med 4-2.
I september 2018 meddelades att klubbens dambandylag skulle dra sig ur Sveriges högsta division inför säsongen 2018/2019, på grund av spelarbrist. I ett samarbete mellan Kareby IS och Surte BK skapades då det gemensamma laget KS Bandy, som vann allsvenskan 2018/2019 och avancerade till elitserien.

### Fotnoter
1. ↑  Niclas Green (13 mars 2015). ”Kareby värdiga svenska mästare”. Sveriges Radio. http://sverigesradio.se/sida/gruppsida.aspx?programid=179&grupp=8921&artikel=6116558. Läst 13 mars 2015.
2. ↑  Niclas Green (19 mars 2016). ”Kareby försvarade SM-guldet”. Dagens nyheter. http://www.dn.se/sport/kareby-forsvarade-sm-guldet/. Läst 19 mars 2016.
3. ↑  Gustaf Andersson (25 mars 2017). ”Skyttedrottningen fixade Karebys tredje raka SM-guld” (på svenska). Dagens nyheter. http://www.dn.se/sport/skyttedrottningen-fixade-karebys-tredje-raka-sm-guld/. Läst 26 mars 2017.
4. ↑  Erik Jonsson (13 oktober 2013). ”Karebytriumf i World Cup Women”. Svenska Bandyförbundet. Arkiverad från originalet den 15 oktober 2013. https://web.archive.org/web/20131015130208/http://iof1.idrottonline.se/SvenskaBandyforbundet/Bandynyheter/Senastenytt/KarebytriumfiWorldCupWomen/. Läst 15 oktober 2013.
5. ↑  Erik Jonsson (12 oktober 2014). ”Kareby mästare efter straffdrama”. Svenska Bandyförbundet. Arkiverad från originalet den 18 oktober 2014. https://web.archive.org/web/20141018022726/http://iof1.idrottonline.se/SvenskaBandyforbundet/Bandynyheter/Senastenytt/Karebymastareefterstraffdrama/. Läst 13 oktober 2014.
6. ↑  Erik Jonsson (11 oktober 2015). ”World Cup Women: Kareby försvarade sin titel - igen”. Svenska Bandyförbundet. Arkiverad från originalet den 2 oktober 2019. https://web.archive.org/web/20191002225536/http://www.svenskbandy.se/NYHETER/SENASTENYTT/WorldCupWomenKarebyforsvaradesintitel-igen/. Läst 14 oktober 2015.
7. ↑  Simon Norberg (7 september 2018). ”Kareby lämnar elitserien efter spelartapp” (på svenska). Sportbladet. https://www.aftonbladet.se/sportbladet/a/3jbMaP/kareby-lamnar-elitserien-efter-spelartapp. Läst 8 september 2018.
8. ↑  Josefin Johansson (7 september 2018). ”Kareby drar sig ur högsta serien” (på svenska). Expressen. https://www.expressen.se/sport/vintersport/kareby-drar-sig-ur-hogsta-serien-/. Läst 8 september 2018.